# TPG Telecom
TPG Telecom Limited, ehemals Vodafone Hutchison Australia und nach der Fusion mit TPG umbenannt, ist ein australisches Telekommunikationsunternehmen. Es ist das zweitgrößte Telekommunikationsunternehmen, das an der Australian Securities Exchange notiert ist. TPG Telecom ist der drittgrößte Mobilfunkanbieter in Australien mit 5,8 Millionen Abonnenten (Stand 2020).
TPG Telecom ist in Australien mit Marken wie Vodafone, TPG, iiNet, AAPT, Internode, Lebara und felix vertreten. TPG Telecom besitzt und betreibt eine landesweite Festnetz- und Mobilfunkinfrastruktur, darunter das zweitgrößte Festnetz für Sprache und Daten in Australien mit mehr als 27.000 Kilometern Glasfaserkabeln in Großstädten und zwischen Großstädten sowie ein Mobilfunknetz mit mehr als 5.600 Standorten, das über 23 Millionen Australier abdeckt.

## Geschichte
TPG Telecom war zuvor unter dem Namen Vodafone Hutchison Australia (VHA) bekannt, VHA befand sich mehrheitlich im Besitz von Hutchison Telecommunications (Australia), einem börsennotierten Unternehmen der CK Hutchison Holdings-Gruppe und Vodafone. Vodafone Hutchison Australia entstand 2009 aus der Fusion von Vodafone Australia und Hutchison Australia’s 3.
Am 30. Juni 2020 wurde VHA an der Australian Securities Exchange notiert. Das neu börsennotierte Unternehmen fusionierte dann am 13. Juli 2020 mit der TPG Corporation, die zuvor als TPG Telecom bekannt war.
Im August 2018 gaben VHA und TPG ihre Absicht bekannt, zu fusionieren. Nachdem die australische Wettbewerbs- und Verbraucherkommission den Plan zunächst abgelehnt hatte, wurde er im Februar 2020 durch ein Urteil des australischen Bundesgerichts genehmigt. Am 30. August 2018 wurde der Zusammenschluss von TPG Telecom und Vodafone Hutchison Australia offiziell bekannt gegeben.
Im Februar 2022 schloss TPG Telecom ein 10-jähriges Netzwerk-Sharing-Abkommen mit Telstra ab.

## Angebot
TPG Telecom verfügt über ein mehr als 27.000 Kilometer langes Glasfasernetz zwischen Hauptstädten und Ballungsräumen und ist außerdem das zweitgrößte Daten- und Festnetz in Australien. Das Unternehmen verfügt über ein internationales System von Unterwasserkabeln, die von Australien aus zu den wichtigsten Knotenpunkten in Asien und Nordamerika führen. Es verfügt außerdem über ein starkes 4G-Netz, das mehr als 23 Millionen Kunden an über 5.600 Standorten abdeckt. Außerdem wird derzeit ein 5G-Netz aufgebaut.